# Handball-Verbandsliga Bayern 1981/82
Die Handball-Verbandsliga Bayern 1981/82 wurde unter dem Dach des „Bayerischen Handballverbandes“ (BHV) organisiert, sie ist die zweithöchste Spielklasse im bayerischen Landesverband und war erstmals hinter der Bayernliga, nach Einführung der 2. Handball-Bundesliga, als fünfthöchste Liga im deutschen Ligensystem geführt.

## Saisonverlauf
Meister der Landesliga Nord wurde das Team des BSV 1898 Bayreuth und Südgruppenmeister war der TSV München-Ost. Beide Clubs waren damit auch direkt für die Bayernliga 1982/83 qualifiziert. Die Aufstiegsrelegation gewann der ESV Ingolstadt-Ringsee, der als dritter Aufsteiger nachrückte.

### Modus
Die in Gruppe Nord und Süd eingeteilte Liga bestand aus je elf Mannschaften. Es wurde eine Hin- und Rückrunde gespielt. Platz eins jeder Gruppe war Staffelsieger und Direktaufsteiger in die Bayernliga. Die zweiten Plätze spielten in einer Relegation den dritten Aufsteiger aus. Die Platzierungen zehn bis zwölf jeder Gruppe waren Direktabsteiger.

## Teilnehmer
Nicht mehr dabei waren die Aufsteiger der Vorsaison ASV Pegnitz, TuS Fürstenfeldbruck, ETSV 09 Landshut, TSV Gersthofen 1909, TB 1888 Erlangen, TS 1887 Selb und drei Absteiger. Neu dabei waren die Bayernliga-Absteiger TSV 1861 Zirndorf und VfL Wunsiedel. Durch die Aufstockung der Staffeln Nord und Süd auf je 11 Mannschaften, kamen noch acht Aufsteiger aus den Bezirksligen hinzu. 

Bereich des „Bayer. Handballverbandes“ (BHV)

### Saisonabschluss
Gruppe Nord

1. BSV 1898 Bayreuth
 
2. 
- (A) Absteiger aus der Bayernliga in die Landesliga Nord war der
 TSV 1861 Zirndorf und VfL Wunsiedel

Gruppe Süd

1. TSV München-Ost

2. ESV Ingolstadt-Ringsee
- (A) Absteiger aus der Bayernliga in die Landesliga Süd gab es keine

### Aufstiegsrelegation
Die Relegation gewann der ESV Ingolstadt-Ringsee